# خالد بن محفوظ
خالد بن محفوظ، (به عربی: خالد بن محفوظ) (زاده ۲۶ دسامبر ۱۹۴۹ - درگذشته ۱۶ اوت ۲۰۰۹) سرمایه‌گذار، کارآفرین و بانکدار عربستانی بود، که سهام‌دار اصلی بانک اعتباری و بازرگانی بین‌المللی و بانک الاهلی بود.